# Fitbit
Fitbit é uma empresa americana de produtos eletrônicos e fitness. Produz tecnologia vestível sem fio, monitores de condicionamento físico e rastreadores de atividade, como smartwatches, pedômetros e monitores de frequência cardíaca; qualidade do sono e subida de escadas; bem como software relacionado. Em 2019, a Fitbit foi a quinta maior empresa de tecnologia vestível em remessas. A empresa vendeu mais de 120 milhões de dispositivos e tem 29 milhões de usuários em mais de 100 países. Em janeiro de 2021, foi adquirida pelo Google.

## História
Fundada em 26 de março de 2007, em San Francisco, Califórnia, por James Park e Eric Friedman Healthy Metrics Research. Em outubro de 2007, mudou seu nome para Fitbit.
Em janeiro de 2015, a empresa se defendeu com sucesso contra um processo de marca registrada da Fitbug. Em 5 de março de 2015, a Fitbit adquiriu a Fitstar, desenvolvedora de aplicativos de treinamento físico, por US$ 17,8 milhões. Em junho de 2015, a empresa tornou-se uma empresa aberta por meio de uma oferta pública inicial, levantando 732 milhões de dólares.
Em maio de 2016, a Fitbit adquiriu uma plataforma de pagamento vestível da empresa de cartão de crédito inteligente Coin. Em outubro de 2016, o CEO James Park anunciou que a empresa estava passando por uma grande transformação do que ele chamou de "empresa de eletrônicos de consumo" para uma "empresa de saúde digital". Em 6 de dezembro de 2016, a Fitbit adquiriu ativos da Pebble por 23 milhões de dólares.
Em 10 de janeiro de 2017, a Fitbit adquiriu a Vector Watch SRL, startup de relógios inteligentes com sede na Romênia.

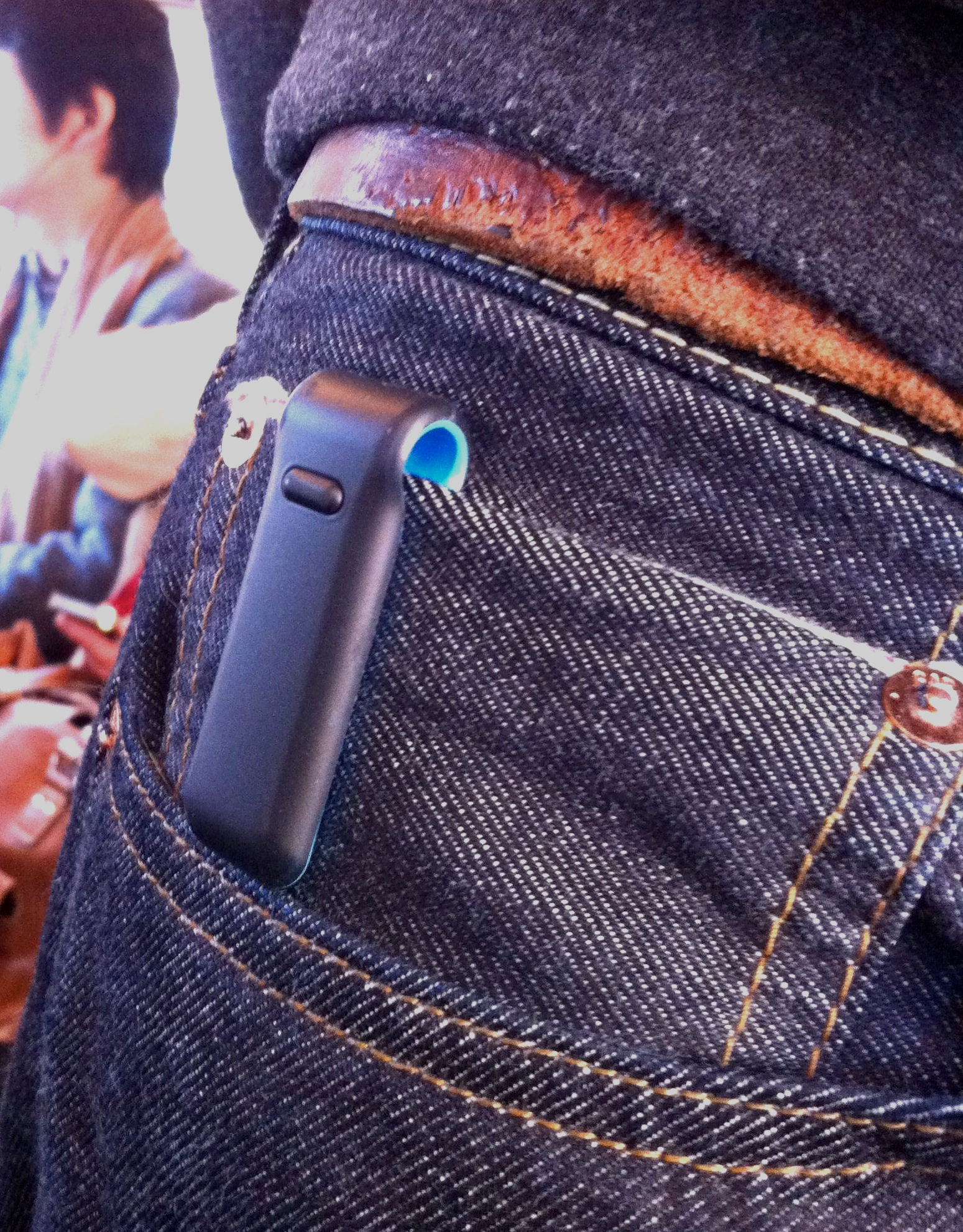
Rastreador de atividade Fitbit Ultra preso ao bolso

Em fevereiro de 2018, a Fitbit adquiriu a Twine Health e anunciou uma parceria com a Adidas para lançar um Fitbit Ionic da marca Adidas; foi lançado em 19 de março de 2018. 
Em agosto, a Blue Cross Blue Shield Association (BCBS) anunciou uma parceria com a Fitbit na qual a BCBS incluirá os wearables e rastreadores de fitness da Fitbit em seu programa Blue365.
Em janeiro de 2021, a Fitbit foi adquirida pelo Google e absorvida por sua divisão de hardware. A aquisição foi examinada por reguladores preocupados com o acesso do Google a dados pessoais nos Estados Unidos e na Europa.

## Aquisição do Google
A aquisição pela Alphabet resultou na preocupação de que os dados do usuário Fitbit possam ser combinados com outros dados de serviços do Google ou vendidos para fins como publicidade direcionada. Também há preocupações de que os dados do usuário possam ser vendidos a seguradoras de saúde. Em resposta, a Fitbit afirmou em 2019 que os dados do usuário não seriam usados ou vendidos para publicidade pelo Google, citando que a confiabilidade era "essencial" para a empresa e que a venda não mudaria seu compromisso histórico com a privacidade e segurança do usuário.